# Eddie Kamae
Edward Leilani "Eddie" Kamae (Honolulu, Oahu, Havai, 4 de agosto de 1927 - Honolulu, Oahu, Havai, 7 de janeiro de 2017) foi um ukulelista, cantor, compositor e produtor de cinema havaiano. Considerado um virtuoso do ukulele, Kamae é notório por ser um dos membros fundadores do Sons of Hawaii, e também por ter sido o principal responsável pelo Renascimento Cultural Havaiano.

## Discografia
- Yesterday & Today, Vol. 2 (2009) CD  (Hawaii Sons)
- Yesterday & Today (2008)  CD (Hawaii Sons)
- This Is Eddie Kamae (2008) CD 1197 (Omagatoki Japan)
- Eddie Kamae & Friends (2006) CD 8542 (Hawaii Sons)
- Heart of the Ukulele (2004) CD 3002 (Surfside/Mahalo)
- Eddie Kamae Presents: The Best of Sons of Hawaii, Vol. 1 (2004) CD (Hawaii Sons)
- Eddie Kamae & The Sons of Hawaii (2004) CD (Hawaii Sons)
- Christmas Time With Eddie Kamae & Sons of Hawai'i (2004) CD 1014 (Hawaii Sons)
- Sons of Hawaii (1998) CD 8516 (Panini)
- Music of Old Hawaii (1962) CD Hula

## Prêmios e Reconhecimento
| Prêmios e reconhecimentos recebidos por Eddie Kamae | Prêmios e reconhecimentos recebidos por Eddie Kamae                            | Prêmios e reconhecimentos recebidos por Eddie Kamae                                                                                           |
| --------------------------------------------------- | ------------------------------------------------------------------------------ | --- |
| Ano                                                 | Prêmio                                                                         | Categoria |
| 1978                                                | State of Hawaii, House of Representatives                                      | Resolution for outstanding achievements in Hawai‘ian musical performance, research and recording                                              |
| 1978                                                | National Association of Television Programming Executives                      | Iris Award |
| 1978                                                | New York International Film Festival                                           | Award |
| 1979                                                | Honpa Hongwanji Mission of Hawaii                                              | Living Treasure of Hawaii |
| 1984                                                | March of Dimes                                                                 | No Ka Oi Award for outstanding showmanship |
| 1989                                                | Brigham Young University-Hawaii and the Polynesian Cultural Center             | Na Makua Mahalo Ia Award for a lifetime of dedicated service to the people of Hawai‘i through musical composition and performance scholarship |
| 1992                                                | Hawai'i Academy of Recording Arts                                              | Na Hoku Hanohano Lifetime Achievement Award                                                                                                   |
| 1993                                                | Hawaii Delegation of the United States Congress                                | Joint Resolution to Eddie and Myrna Kamae for service and accomplishments in leadership, music and film                                       |
| 1996                                                | Bishop Museum                                                                  | Charles Reed Bishop Award for best exemplifying the spirit and purpose of Bishop Museum founder Charles Reed Bishop                           |
| 2000                                                | Commission on Culture and The Arts for City and County of Honolulu             | Lifetime Achievement Award |
| 2001                                                | Ukulele Hall of Fame                                                           | Induction |
| 2002                                                | Hawaii International Film Festival                                             | To Eddie and Myrna Kamea for their ongoing contribution of their Hawaiian Legacy Series                                                       |
| 2005                                                | Hawaii Governor Governor Lingle                                                | July 24 declared Eddie Kamae Day |
| 2005                                                | House of Representatives, State of Hawaii                                      | Resolution for Achievement in Hawaii Music and Film                                                                                           |
| 2006                                                | The Hawai‘ian Cultural Foundation at Pacifika New York Hawai‘ian Film Festival | Lifetime Achievement Award |
| 2006                                                | New York City Council, Councilman John Liu                                     | Proclamation for Contributions to the Perpetuation of Hawaiian culture through music and film                                                 |
| 2007                                                | National Endowment for the Arts                                                | NEA National Heritage Fellowship |
| 2007                                                | Hawaii Tourism Authority                                                       | Keep it Hawai‘i Kahili Award, recognition of perpetuation of Hawaiian culture.                                                                |
| 2007                                                | Hawaiian Music Hall of Fame                                                    | Inductee |